# Fettschwalm

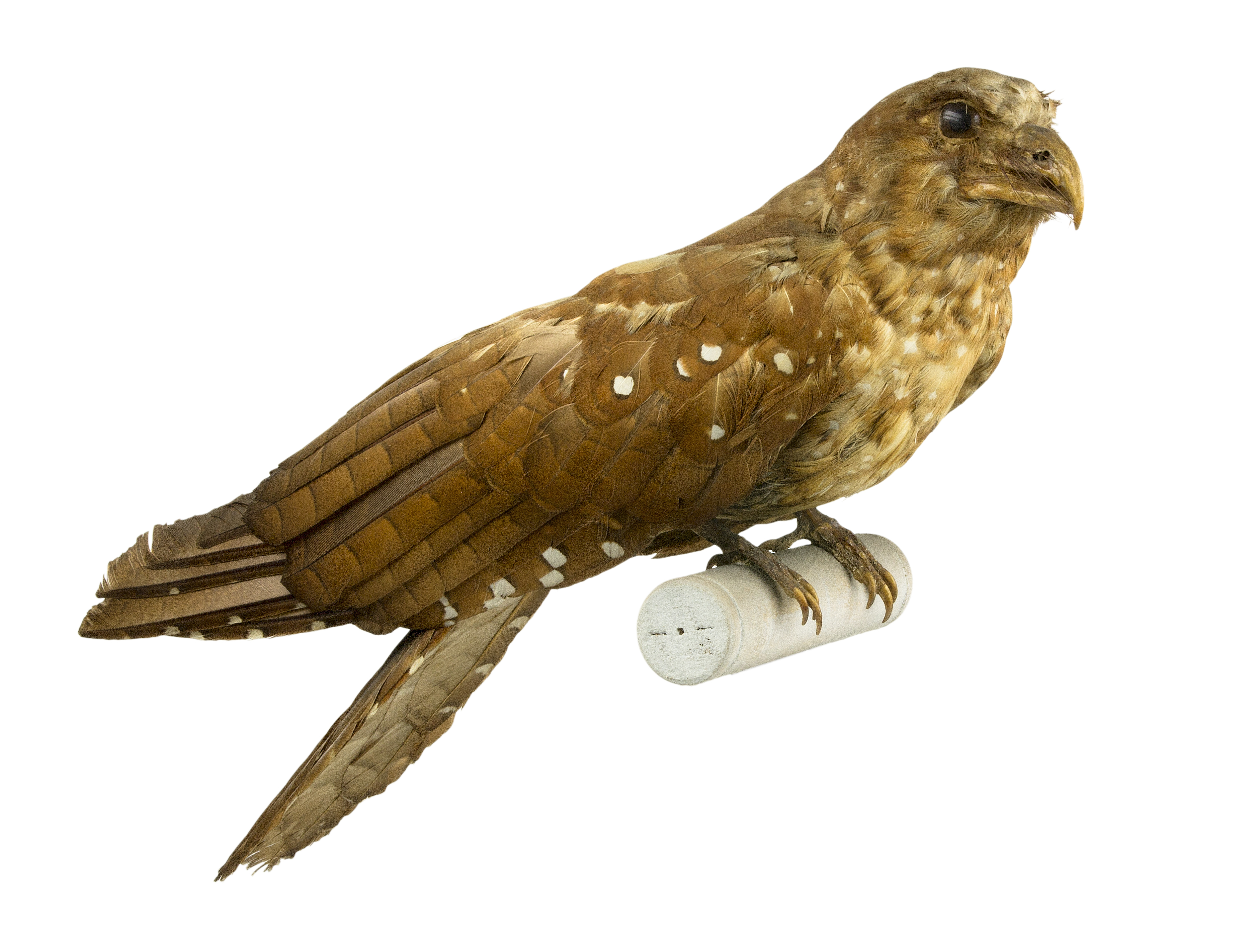
Steatornis caripensis

Das Verbreitungsgebiet des Fettschwalms

Der Fettschwalm (Steatornis caripensis) oder auch Guácharo ist die einzige rezente Art der Vogelfamilie der Fettschwalme (Steatornithidae). Die monotypische Einordnung in eine eigene Familie ist darauf zurückzuführen, dass der Fettschwalm sehr ungewöhnlich ist.
Die meisten Fettschwalme nisten in Höhlen oder zwischen Felsen, seltener auch in Bäumen. Sie sind die einzigen flugfähigen, nachtaktiven Vögel, die sich von Früchten ernähren (der Kakapo ist flugunfähig). Sie haben einen besonders angepassten Sehsinn und gehören zu den wenigen Vogelarten, die sich durch Echoortung wie Fledermäuse orientieren können.

## Anatomie
Der Fettschwalm ist ein etwa 40 bis 49 Zentimeter großer rötlich brauner Vogel mit weißen Flecken an Kehle, Kopf und Flügeln. Er wiegt zwischen 350 und 375 Gramm. Das Gefieder von Männchen und Weibchen ist gleich. Seine große Schnabelöffnung dient dem Transport von Nahrung zum Nistplatz.
Des Weiteren hat er relativ lange Flügel und einen langen Schwanz. Die Füße sind klein und eignen sich besonders zum Festkrallen an vertikalen Flächen.
Fettschwalme verfügen über einen sehr guten Geruchssinn.
Die Augen sind an die nächtliche Nahrungssuche angepasst. Sie sind eher klein, besitzen jedoch eine große Pupille, wodurch sie die höchste Lichtempfindlichkeit von allen Vogelarten erreichen (die Blendenzahl beträgt 1,07).
Die Retina wird von den Stäbchenzellen dominiert. Mit 1.000.000 Stäbchen pro mm2 liegt deren Dichte höher als bei allen anderen Wirbeltieren. Die Stäbchen sind schichtweise angeordnet, was sonst nur bei Tiefseefischen vorkommt, aber nicht bei Vögeln.
Die Anzahl an Zapfenzellen ist gering. Durch diese spezielle Ausprägung ist der Sehsinn der Fettschwalme im Tageslicht möglicherweise deutlich schlechter als nachts.

## Verbreitung
Der Fettschwalm kommt im nördlichen und zentralen Südamerika vor, vom östlichen Panama über Kolumbien und Venezuela nach Osten bis Trinidad und Guyana und entlang der Anden nach Süden über Ecuador und Peru bis ins zentrale Bolivien.

## Lebensweise
Der Fettschwalm ist der einzige flugfähige nachtaktive, früchtefressende Vogel der Welt. Tagsüber hält er sich in Kolonien in bis zu einem Kilometer langen, vollkommen dunklen Erdhöhlen im Boden auf, in denen er trotz seiner Nachtaugen nichts mehr sieht.
In diesen dunklen Höhlen, die als Ruhe- und Nistplatz dienen, jedoch nicht draußen, orientiert er sich mittels Echoortung, welche jener der Fledermäuse ähnelt. Die dabei erzeugten Klick-Signale haben eine tiefe Frequenz (1,5–2,5 kHz) und sind daher, anders als die der Fledermäuse, für den Menschen hörbar.
In der Gruppe erzeugen Fettschwalme einen ohrenbetäubenden Geräuschpegel, so dass der Fettschwalm als „lautester aller Vögel“ gilt.
Nachts legt er bei der Nahrungssuche bis zu 75 Kilometer zurück. Seine Nahrung besteht unter anderem aus den ölhaltigen Früchten von Palmen und Lorbeer. Er greift die Früchte mit seinem starken Schnabel und verschluckt sie im Ganzen. Die Nahrung wird am nächsten Tag an seinem Ruheplatz verdaut.
Fettschwalme leben in Kolonien, die eine Größe von bis zu 50 Paaren erreichen können. Das Nest ist ein Hügel aus getrocknetem Schlamm, Kot und ausgewürgten Früchten.

## Fortpflanzung
Das Weibchen legt in der Regel zwei bis vier Eier, die von den beiden Elternteilen gemeinsam ausgebrütet werden. Die Jungen schlüpfen nach einer Brutzeit von etwa 23 Tagen. In ihren ersten Lebenswochen werden sie mit Palmfrüchten ernährt und legen so große Fettreserven an, bis sie das doppelte Gewicht ihrer Eltern erreicht haben. Nach etwa 10 Wochen haben sie ihr Höchstgewicht erreicht, das sich wieder in den folgenden vier Wochen reduziert, während das Jugendgefieder in das adulte Gefieder wechselt.

## Die wissenschaftliche Entdeckung
Alexander von Humboldt beschrieb die Art während seiner Südamerika-Expedition in Venezuela in der Höhle „Cueva del Guácharo“ im gleichnamigen Nationalpark, der im Bundesstaat Monagas etwa 13 Kilometer vom Ort Caripe entfernt gelegen ist. Die Höhle ist nach dem Fettschwalm, der dort Guácharo genannt wird, benannt. Humboldt und sein Freund, der junge Arzt und Botaniker Aimé Bonpland, erforschten am 18. September 1799 den vorderen Abschnitt dieser mit 10,5 km Länge größten Tropfsteinhöhle Südamerikas und schossen zwei Exemplare. Er berichtet, dass die Einwohner die Jungvögel kurz vor dem Flüggewerden sammeln und aus ihnen durch stundenlanges Kochen Öl gewinnen, daher rührt auch der englische Name „Oilbird“.
Humboldt notierte:

„Der Guacharo hat die Größe unserer Hühner, die Kehle der Ziegenmelker und Procnias, die Gestalt der geierartigen Vögel mit Büscheln steifer Seide um den krummen Schnabel. (...) Sein Gefieder ist dunkel graublau, mit kleinen schwarzen Streifen und Tupfen; Kopf, Flügel und Schwanz zeigen große, weiße, herzförmige, schwarz gesäumte Flecken. Die Augen des Vogels können das Tageslicht nicht ertragen, sie sind blau und kleiner als bei den Ziegenmelkern. (...) Schwer macht man sich einen Begriff von dem Lärm, den tausende Vögel im dunklen Innern der Höhle machen (...) Erst nach mehreren fruchtlosen Versuchen gelang es Bonpland, zwei Guacharos zu schießen, die vom Fackelschein geblendet, uns nachflatterten. Damit fand ich Gelegenheit, den Vogel zu zeichnen, der bis dahin den Naturforschern ganz unbekannt gewesen war.“